# Stużycia
Stużycia (ukr. Стужиця) – wieś na Ukrainie w rejonie użhorodzkim obwodu zakarpackiego.
W pobliżu wsi znajduje się unikatowo zachowany fragment bukowego lasu pierwotnego. Położony on jest w Użańskim Parku Narodowym, w pobliżu granicy z Polską i Słowacją. Las jest obszarem chronionym od 1908 r. Został zapisany na listę światowego dziedzictwa UNESCO w 2007 r. wraz z innymi karpackimi lasami bukowymi na Ukrainie i na Słowacji. Po stronie słowackiej znajduje się obszar chroniony Stužica.
Znajduje się tu przystanek kolejowy Zahorb, położony na linii Sambor – Czop.
Do 2020 wieś leżała w rejonie wielkoberezieńskim.